# Heinz Dompnig

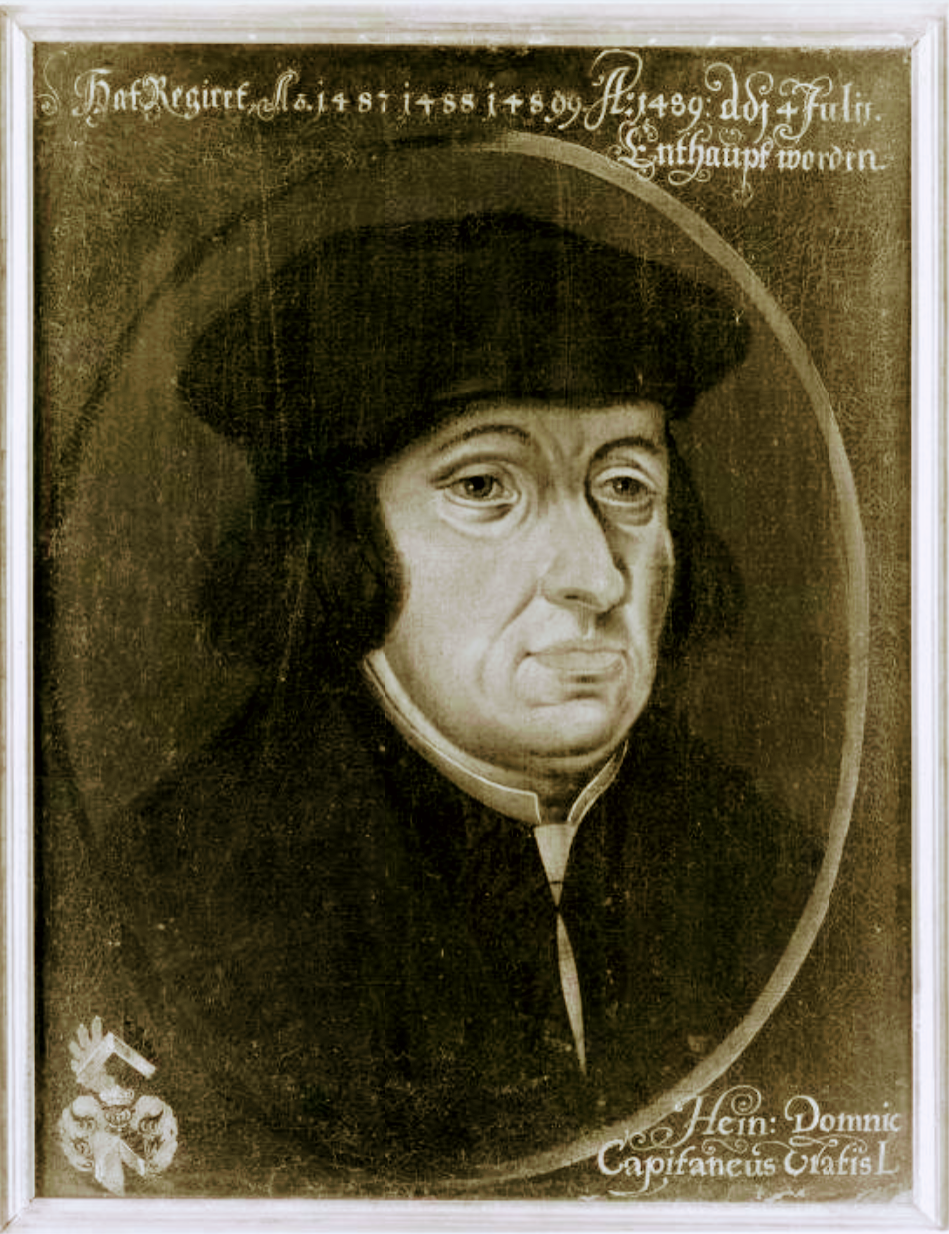
Heinz Dompnig

Heinz Dompnig der Jüngere (* um 1435; † 5. Juli 1490 in Breslau) war ein Breslauer Ratsherr und Schöffe.

## Herkunft

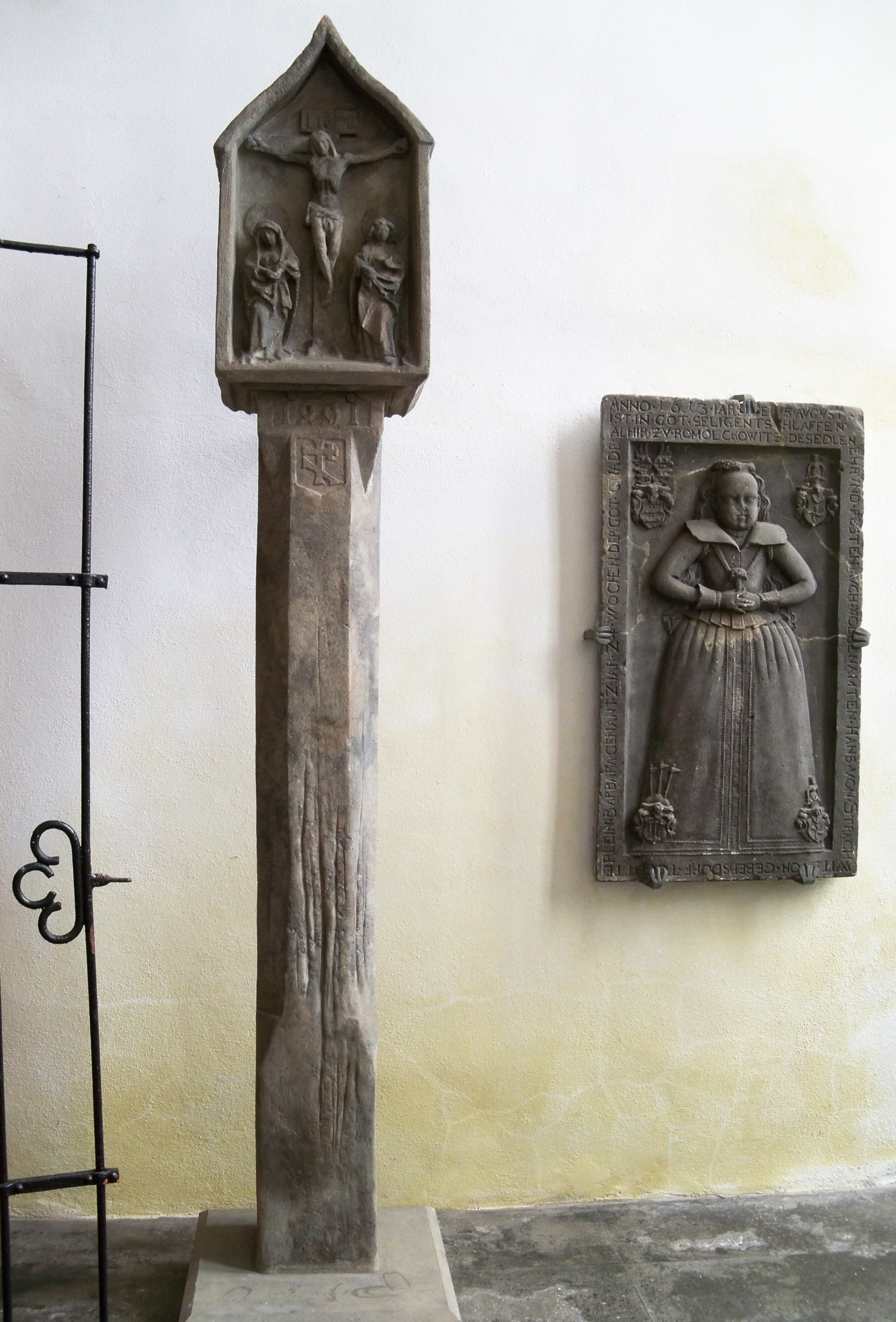
Heinz-Dompnig-Gedenksäule in der Magdalenenkirche

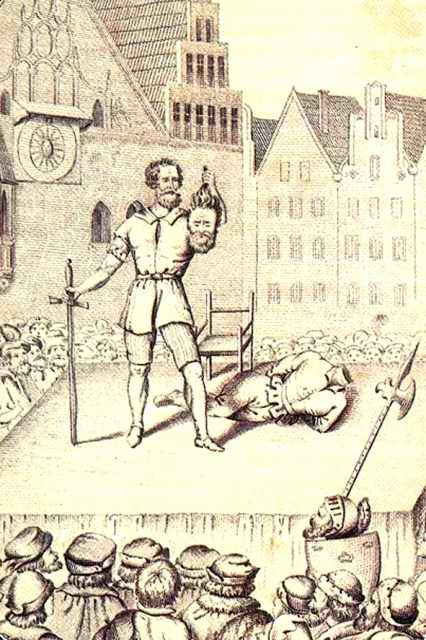
Dompnigs Hinrichtung (Kupferstich aus dem 19. Jh.)

Er entstammte der in Breslau seit Anfang des 14. Jahrhunderts ansässiger Patrizierfamilie Dompnig (auch Domning oder Dominici).
Der Kürschner Dominikus Dompnig genannt Pellifex († vor 1337) war 1322–1336 Ratsherr. Der Kaufmann Johann Dompnig, Ratsherr und Schöffe seit 1354, ist 1379 gestorben. Heinz Dompnig der Ältere († 1454) war Ratsherr und Schöffe seit 1444.

## Leben
Heinz Dompnig war vor 1474 über zehn Jahre als Ratsherr und Schöffe tätig. Um 1466 war er stellvertretender Landeshauptmann unter Lukas Eisenreich. 1480 kam er wieder in den Rat, 1483 wurde er Schöffenältester. König Corvinus ernannte Heinz Dompnig am 8. März 1487 zum Breslauer Obmann bzw. Landeshauptmann als Nachfolger von Lukas Eisenreich.
Nach dem Tode des Königs Corvinus blieb Dompnig in Breslau. Am 19. April 1490 verlor er sein Amt.
Die Stadt betrachtete ihn inzwischen als Diktator der Stadt, auch weil er sich im Amt zum Beispiel an Grundbesitz bereichert haben soll. Er wurde eingekerkert, gefoltert, zum Tode verurteilt und hingerichtet.

## Nachwirkung
Ein Jahr nach seiner Hinrichtung wurde vor der Magdalenenkirche eine Gedenksäule (Bildstock) aus Sandstein errichtet. 1970 wurde sie in das Innere der Kirche übertragen.
Wohl noch Anfang des 16. Jahrhunderts entstand ein Volkslied, das „Lied von Heinz Dompnig“, auf einem einzelnen Blatt erhalten. Es berichtet über die Vorgänge seiner Hinrichtung, nimmt aber keine Wertung darüber vor.